# 28598 Apadmanabha
28598 Apadmanabha è un asteroide della fascia principale. Scoperto nel 2000, presenta un'orbita caratterizzata da un semiasse maggiore pari a 2,3943691 UA e da un'eccentricità di 0,0728296, inclinata di 5,98341° rispetto all'eclittica.